# Ungoliant
Ungoliant is een fictieve reusachtige spin uit de werken van J.R.R. Tolkien.
De Sindarijnse naam betekent duistere spin (Engels: dark spider). Ungoliant was een reusachtige spin, minstens even groot als Morgoth, die al "zo hoog als een toren" was en altijd honger had. Ungoliant woonde in Avathar, in het zuiden van de Aman, de Onsterfelijke Landen, buiten de Pélori de meest duistere van alle landen van Midden-aarde. Daar trof Melkor haar aan.

## Oorsprong
Ungoliant werkte samen met Morgoth, maar was noch loyaal noch ondergeschikt aan hem. Nergens wordt iets vermeld over de oorsprong van Ungoliant. Mogelijkheden zijn:
- Zij zou in lang vervlogen eeuwen uit de duisternis die Arda omringde zijn afgedaald. Toen Melkor voor het eerst in afgunst op het Koninkrijk van Manwë neerkeek, was zij een van eersten die hij had omgekocht om hem te dienen.[1]
- Ungoliant was van oorsprong een van de Ainur, wellicht een Maia zoals Sauron, maar verkoos na te zijn gecorrumpeerd door Melkor een eigen plan te volgen, onafhankelijk van zowel Melkor als Eru;
- Ungoliant ontstond uit het Lied van de Ainur, nadat Melkor de harmonie had verstoord met zijn eigen tonen;
- Ungoliant was de incarnatie van de duisternis, de nacht of het kwaad zelve. Dit komt overeen met de naam die Tolkien in eerdere boeken voor haar gebruikte, Muru ("oernacht"). In deze lezing was dus niet Morgoth, maar Ungoliant de tegenpool van Eru Iluvatar.
- Ungoliant was een natuurgeest, wellicht te vergelijken met Tom Bombadil.

## Vernietiging van de Bomen
Melkor benaderde Ungoliant met een verzoek mee te doen aan zijn plan om de Twee Bomen van Valinor te vernietigen en de Silmarillen te stelen. Hij beloofde de spin dat ze zoveel kon eten en drinken als ze wilde. Alle juwelen die hij kon stelen zou ze mogen hebben, als zij hem met haar web onzichtbaar wilde maken zodat hij wraak op de Valar kon nemen en de Silmarillen kon stelen. Zo geschiedde, en terwijl Melkor de Bomen wonden toebracht en de Silmarillen stal, dronk Ungoliant de Bronnen van Varda leeg en vergiftigde de reeds verwonde Bomen. Aanvankelijk was ze kleiner dan Melkor maar ze zwol door deze maaltijd zodanig op dat zelfs Melkor bang werd.
Na de vernietiging vluchtten Melkor en Ungoliant via de ijsbrug van Helcaraxe terug naar Beleriand. Daar, in de streek Lammoth, vlak bij de resten van Angband, probeerde Melkor zich van Ungoliant de ontdoen. Deze, inmiddels groter dan Melkor, hield hem aan zijn belofte: "Alle juwelen die Gij kon vasthouden heeft Gij me beloofd." Toen gaf Melkor haar de juwelen die ze gretig opat, maar hield de Silmarillen. Hierop viel Ungoliant Melkor aan, die een kreet van schrik gaf. Hierop kwamen zijn Balrogs uit Angband tevoorschijn, en met hun vlammende zwepen joegen ze Ungoliant weg en ontzetten hun meester.
In Beleriand verkreeg Ungoliant nageslacht in de Ered Gorgoroth in Beleriand. Shelob was ook een van haar kinderen. Het is aannemelijk dat de meeste Grote Spinnen tijdens de Oorlog om de Gramschap ten onder gingen maar dat Shelob ontkwam.

## Einde van Ungoliant
Ungoliant vluchtte naar het zuiden, waar ze met verschillende spinnen paarde, en hen opat wanneer het haar uitkwam. Ze verwekte vele nakomelingen. Het is zeer waarschijnlijk dat ze zichzelf vanwege de honger uiteindelijk opat.

## Derde Era
Haar bekendste nakomeling was Shelob, die zich ophield op de pas van Cirith Ungol op de grens van Mordor. De Grote Spinnen van het Demsterwold stamden van Shelob en daarmee ook van Ungoliant af.

## Biografische achtergrond
Volgens de biografie van J.R.R. Tolkien werd op hij op jonge leeftijd gebeten door een grote spin in Bloemfontein, Oranje-Vrijstaat, Zuid-Afrika. Dit zou mogelijk de basis kunnen zijn geweest voor de rol van Grote Spinnen in zijn werken.